# Cristina Galbó
Cristina Galbó Sánchez (Madrid, 17 gennaio 1950) è un'attrice spagnola.

## Filmografia parziale

### Cinema
- Del rosa al amarillo, regia di Manuel Summers (1963)
- La ciudad no es para mí, regia di Pedro Lazaga (1966)
- Dove si spara di più, regia di Gianni Puccini (1967)
- Los chicos del Preu, regia di Pedro Lazaga (1967)
- Due volte Giuda, regia di Nando Cicero (1968)
- Gli orrori del liceo femminile (La residencia), regia di Narciso Ibáñez Serrador (1969)
- Cosa avete fatto a Solange?, regia di Massimo Dallamano (1972)
- Prigione di donne, regia di Brunello Rondi (1974)
- Non si deve profanare il sonno dei morti (No profanar el sueño de los muertos), regia di Jorge Grau (1974)
- L'assassino è costretto ad uccidere ancora, regia di Luigi Cozzi (1975)
- Pubertà (Las adolescentes), regia di Pedro Masó (1975)
- La Corea, regia di Pedro Olea (1976)
- Sobrenatural, regia di Eugenio Martín (1981)
- Suéltate el pelo, regia di Manuel Summers (1988)

### Televisione
- Les chevaux du soleil – serie TV, 4 episodi (1980)